# Nová Ves nad Žitavou

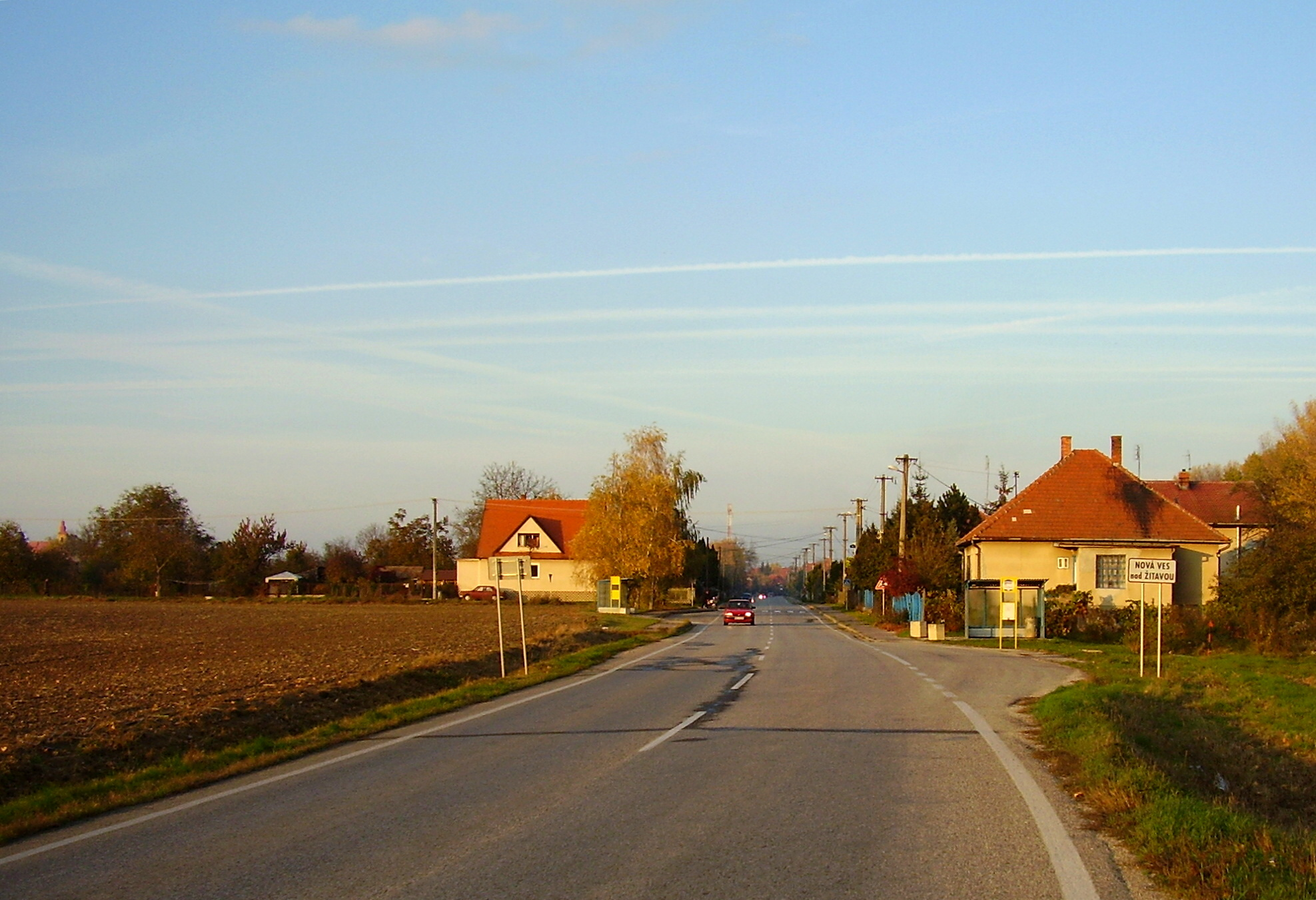
Nová Ves nad Žitavou

Nová Ves nad Žitavou (Hongaars: Zsitvaújfalu) is een Slowaakse gemeente in de regio Nitra, en maakt deel uit van het district Nitra.
Nová Ves nad Žitavou telt 1.307 inwoners.